# Versailles (album)
Versailles – czwarty album zespołu Versailles, wydany 26 września 2012 roku.

## Lista utworów
Dysk pierwszy (CD)
| Nr  | Tytuł                                        | Autorzy tekstów | Muzyka     | Czas  |
| --- | -------------------------------------------- | --------------- | ---------- | ----- |
| 1.  | "Prelude"                                    |                 |            | 1:35  |
| 2.  | "ROSE"                                       | Kamijo          | Hizaki     | 5:25  |
| 3.  | "Rhapsody of the Darkness"                   | Kamijo          | Hizaki     | 4:54  |
| 4.  | "Edge of the World"                          | Kamijo          | Teru       | 5:17  |
| 5.  | "Illusion"                                   | Kamijo          | Kamijo     | 5:07  |
| 6.  | "ayakashi ~ayakashi~" (jap. 妖 〜ayakashi〜) | Kamijo          | Masashi    | 4:37  |
| 7.  | "Created Beauty"                             | Kamijo          | Hizaki     | 10:05 |
| 8.  | "Holy Grail -amoroso-"                       |                 | Versailles | 5:03  |
| 9.  | "Brave"                                      | Kamijo          | Teru       | 4:33  |
| 10. | "Truth"                                      | Kamijo          | Kamijo     | 4:45  |
| 11. | "Sympathia"                                  | Kamijo          | Hizaki     | 6:14  |

Dysk drugi (DVD, limitowana edycja)
| Nr | Tytuł                                  | Autorzy tekstów | Muzyka | Czas |
| -- | -------------------------------------- | --------------- | ------ | ---- |
| 1. | "Ascendead Master Story I–III" (Movie) | Kamijo          |        |      |
| 2. | "Ascendead Master" (wideoklip)         | Kamijo          | Hizaki |      |
| 3. | "Serenade" (wideoklip)                 | Kamijo          | Hizaki |      |
| 4. | "DESTINY" (wideoklip)                  | Kamijo          | Kamijo |      |
| 5. | "Philia" (wideoklip)                   | Kamijo          | Hizaki |      |
| 6. | "MASQUERADE" (wideoklip)               | Kamijo          | Kamijo |      |
| 7. | "Vampire" (wideoklip)                  | Kamijo          | Kamijo |      |